# Piliocolobus foai
El colobo rojo centroafricano (Piliocolobus foai) es una especie de primate catarrino de la familia Cercopithecidae. Habita en el bosque húmedo de la República Democrática del Congo, en la República del Congo, la República Centroafricana y Sudán.

## Taxonomía
A Piliocolobus foai se le consideraba, junto con las otras especies de colobos rojos, como subespecies de Piliocolobus badius. Cuando se separaron las especies, se usó el binomial Procolobus oustaleti (Trouessart, 1906) para designar al colobo rojo centroafricano, pero esto es incorrecto, ya que el taxon foai antecede a oustaleti por 7 años. Adicionalmente, el taxón tephrosceles ha sido considerado una subespecie del colobo rojo centroafricano, pero Groves en 2001, la reconoció como una especie diferente, el colobo rojo ugandés (Procolobus tephrosceles). Sin embargo, se ha sugerido que el colobo rojo centroafricano podría considerarse una subespecie de P. rufomitratus. Se reconocen 5 subespecies, no obstante son variables y difíciles de distinguir:
- Procolobus foai foai
- Procolobus foai ellioti
- Procolobus foai oustaleti
- Procolobus foai semlikiensis
- Procolobus foai parmentierorum